# PZL P.11
El PZL P.11 era el principal caça polonès a l'inici de la Segona Guerra Mundial el setembre de 1939. Era molt lent, però els pilots van obtenir alguns èxits en combat gràcies a la seva excel·lent visibilitat, maniobralitat i resistència. Tot i això era un disseny desfasat en comparació amb altres caces més avançats com el Hawker Hurricane o el Messerschmitt Bf 109.

## Història operativa
A l'esclat de la 2a Guerra Mundial l'1 de setembre de 1939, amb la invasió de Polònia, aquest país disposava de 109 PZL P.11c, 20 P.11a i 30 P.7a (un model anterior) en unitats de combat. 43 P.11c addicionals es trobaven a la reserva, ja que s'estaven reparant. Tan sols 1/3 part del P.11c comptaven amb l'armament complet de 4 metralladores, la resta només 2, i una proporció encara menor disposaven de ràdio.
Els avions estaven organitzats en 12 esquadrons, amb 10 avions cadascun. Aquests s'agrupaven de dos en dos (formant un grup o dywizjon en polonès). Dos grups defensaven Varsòvia mentre que 2 més estaven repartits entre diferents posicions de l'exèrcit polonès. A part de les unitats de combat els altres avions P.11 disponibles, incloent-hi el prototip del P.11g, van ser utilitzats des de bases aèries improvisades.
Tot i la superioritat dels avions alemanys el pilots dels P.11 van aconseguir abatre'n un nombre considerable, incloent-hi caces, però alhora patint unes pèrdues pròpies molt elevades. El nombre exacte de victòries no es pot certificar però segons els registres de la Luftwaffe 285 avions alemanys es van perdre durant la invasió de Polònia. D'aquests 110 s'adjudiquen als P.11 mentre que els alemanys certifiquen haver destruït 100 P.11.

## Supervivents
L'únic P.11 que es conserva actualment és un P.11c que es troba en l'exposició al Museu Polonès de l'Aviació de Cracòvia.

## Operadors
Hungary
- Força Aèria Hongaresa: 1 P.11a expolonès que hi aterrà el 23 de setembre de 1939.

 Bulgaria
- Força Aèria Búlgara: 36 evacuats després de la derrota polonesa, un petit nombre van ser utltizats per entrenament durant la Segona Guerra Mundial.

 Letònia
- Força Aèria Letoniana: 1 P.11a expolonès que hi aterrà el 17 de setembre de 1939.[3]

 Polònia
- Força Aèria Polonesa: 109 PZL P.11c, 20 P.11a al principi de la guerra.

 Romania
- Força Aèria Romanesa

 USSR
- Força Aèria Soviètica: va capturar l'avió que tenia Letònia quan la van envair el 15 de juny de 1940, així com 2 més obtinguts com a botí de guerra.[3]

## Especificacions (PZL P.11c)
- PZL P.11cTripulació: 1 pilot
- Envergadura: 10,73 m
- Longitud: 7,55 m
- Altura: 2,86 m

PZL P.11c

- Pes buit/amb càrrega: 1.1460 kg/1.798 kg
- Altitud màxima: 36.080 peus(11.000 m)
- Autonomia: 810 km
- Velocitat màxima: 390 km/h a 18.044 peus(5.500 m)
- Velocitat d'enlairament: 16.400 peus(5.000 m) en 6 minuts
- Motor: "Bristol Mercury" VI S, construït per PLZ, amb 9 cilindres en estrella refrigerats per aire i 645 CV a l'enlairament
- Armament: al fuselatge, 2 metralladores KM Wzor 37 de 7,7 mm i 300 trets per minut i 4 bombes de 13 kg